# Формиат натрия
Формиа́т на́трия (на́трий муравьиноки́слый, химическая формула — HCOONa или HCO2Na) — органическая натриевая соль муравьиной кислоты.
При стандартных условиях, формиат натрия — это кристаллический порошок белого или серого цвета без запаха.

## Физико-химические свойства
Кристаллический порошок белого или серого цвета без посторонних примесей, видимых невооружённым глазом. Допускается зеленоватый оттенок.

## Химические свойства
Хорошо растворим в воде, слабо растворим в спиртах, не растворим в эфирах. Не взрывается и не горит.
1. Нагревание формиата натрия (до 400°С) над щелочным катализатором приводит к образованию оксалата натрия и газообразного водорода:
{\displaystyle {\mathsf {\ 2HCOONa\xrightarrow {400^{o}C} \ Na_{2}C_{2}O_{4}+H_{2}\uparrow }}}
2. Взаимодействие формиата натрия с соляной кислотой с образованием муравьиной кислоты и хлорида натрия:
{\displaystyle {\mathsf {\ HCOONa+HCl\longrightarrow \ HCOOH+NaCl}}}
Взаимодействие вещества с другими кислотами также приводит к образованию муравьиной кислоты и соли с анионом кислоты.

## Получение
Нагревание твердого гидроксида натрия с угарным газом по давлением 5-10 Бар и температуре 100—150°С:
{\displaystyle {\mathsf {NaOH+CO\xrightarrow {100-150^{o}C,5-10Bar} HCOONa}}}
- Образуется как побочный продукт в производстве пентаэритрита.
- Продукт в производстве муравьиной и щавелевой кислот.

## Требования безопасности
По степени воздействия на организм относится к веществам 4-го класса опасности.
Опасность для человека: в высоких концентрациях формиат натрия вызывает раздражение верхних дыхательных путей и слизистых оболочек.
Индивидуальные средства защиты: при работе с формиатом натрия следует применять индивидуальные средства защиты — халат, респиратор, резиновые перчатки. В аварийных ситуациях необходимо использовать противогаз марки А или М.
Формиат натрия технический взрывобезопасен и не горюч, однако в местах хранения и работы с ним следует запрещать курение и применение открытого огня.

## Применение
Является добавкой в противогололедным материалам для снижения воздействия на окружающую среду и на металлические части транспорта и искусственных сооружений объектов дорожного хозяйства (ингибитор коррозии).
Зарегистрирован в качестве пищевой добавки с номером Е237.
Используется как восстановитель в органическом синтезе.
Является противоморозной добавкой и применяется при возведении монолитных бетонных и железобетонных конструкций, монолитных частей сборно-монолитных конструкций и замоноличивания стыков сборных конструкций, а также при изготовлении сборных бетонных и железобетонных изделий на полигонах при установившейся среднесуточной температуре наружного воздуха ниже 5 °C.
Бетон с данной добавкой запрещается применять в предварительно напряжённых конструкциях, армированных сталью классов «AT-IY», «AT-YI», «A-IY» и «А-У», в бетонных и железобетонных конструкциях, предназначенных для эксплуатации в водных и газовых средах при относительной влажности воздуха более 60 % при наличии в заполнителе включений реакционноспособного кремнезёма, в железобетонных конструкциях для электрифицированного транспорта и промышленных предприятий, применяющих постоянный электрический ток.